# Itaueira (kommun)
Itaueira är en kommun i Brasilien.   Den ligger i delstaten Piauí, i den östra delen av landet, 1 100 km nordost om huvudstaden Brasília. Antalet invånare är 10 677.
Följande samhällen finns i Itaueira:
- Itaueira

Omgivningarna runt Itaueira är huvudsakligen savann. Runt Itaueira är det mycket glesbefolkat, med 3 invånare per kvadratkilometer.